# Тютлін Сергій Олександрович
Сергій Олександрович Тютлін (нар. 3 серпня 1989) — український волейболіст (діагональний).

## Життєпис
Народився 3 серпня 1989 року.
За свою професійну кар'єру грав, зокрема, у харківських клубах «Локо-Експрес», «Локомотиві», нижньовартовському клубі «Югра-Самотлор» (2014—2015).
Улітку 2016 року перебував на оглядинах у келецькому «Еффекторі».
За кордоном отримав тяжку травму ноги, на два роки залишився без волейболу. Потім повернувся до Харкова грати за «Локомотив».
Був гравцем студентської збірної України, яка брала участь в Універсіаді 2015 і виборола срібло. У чвертьфінальному матчі зі збірною Ірану здобув 39 очок.
Майстер спорту України міжнародного класу (2015).